# Bürgersäle (Kassel)

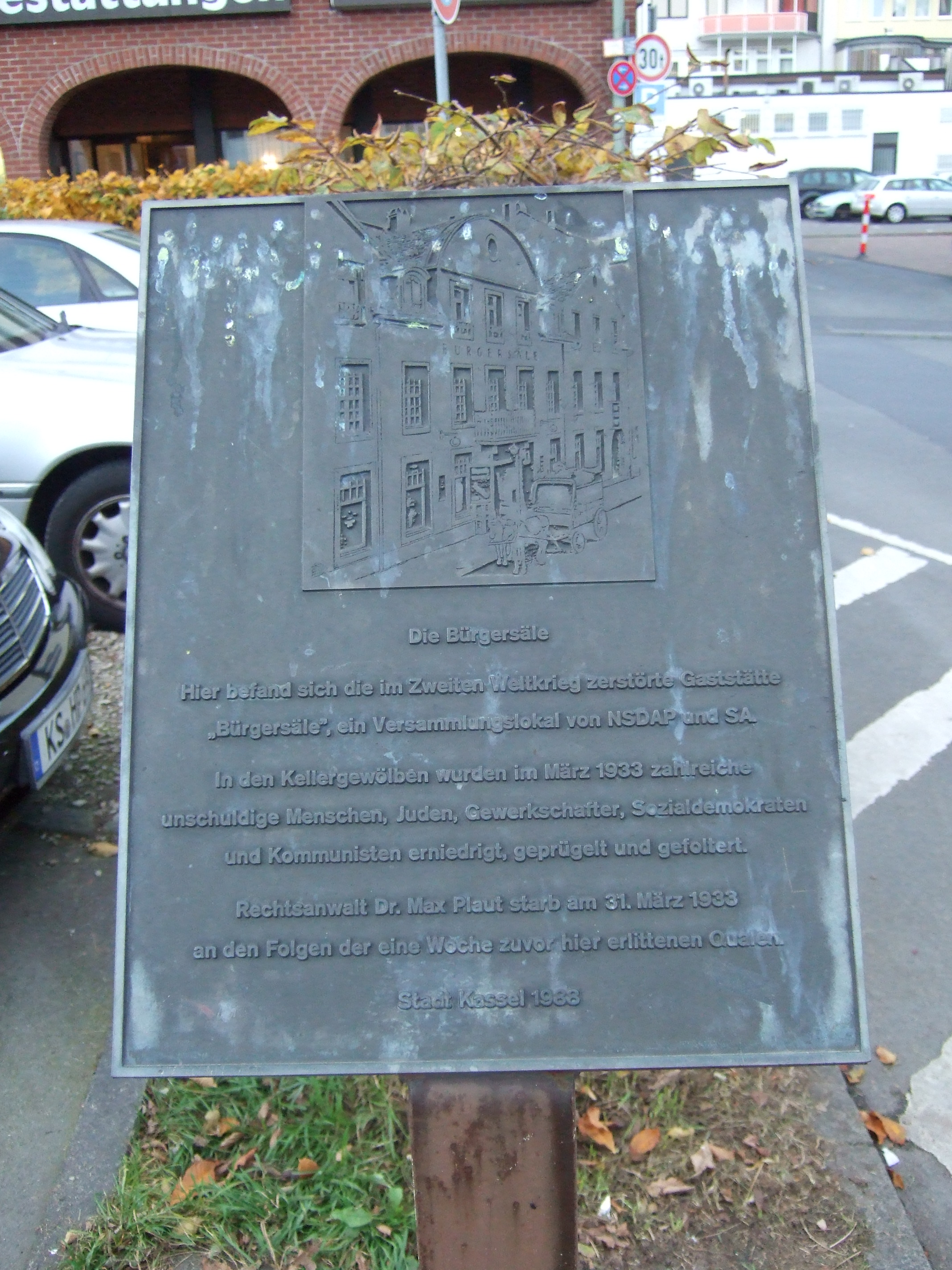
Gedenktafel am früheren Standort der Bürgersäle

Die Bürgersäle war eine Kasseler Gaststätte und diente in der Zeit des Nationalsozialismus als Versammlungs- und Folterkeller der SA.
Das Gebäude in der Oberen Karlsstraße 17 wurde von dem Architekten Charles du Ry entworfen und war in einem für die Oberneustadt typischen, schlichten Stil erbaut. Seit der ersten Hälfte des 19. Jahrhunderts wurde das Gebäude als Gaststätte, Bierbrauerei und Restaurant genutzt und besaß Gasträume und Säle verschiedener Art. Später wurde hinter dem Haupthaus noch durch den Neugotiker Karl Schäfer ein Saalbau errichtet, welcher nach dem Stadtparksaal der größte in Kassel war.
Seit Ende der 1920er Jahre nannte sich der Restaurationsbetrieb Bürgersäle. Die NSDAP und die SA hatten dort ein Versammlungslokal. Im März 1933 wurden durch die Nationalsozialisten zahlreiche Bürger in die Bürgersäle verschleppt und in den Kellergewölben geschlagen und gefoltert. Zu den Misshandelten gehörte auch der Kasseler Rechtsanwalt Max Plaut, der als erstes Todesopfer der nationalsozialistischen Gewaltherrschaft in Kassel gilt und nach mehreren Tagen aufgrund der in den Bürgersälen erlittenen Verletzungen verstarb.
Das Gebäude wurde durch den Bombenangriff auf Kassel am 22. Oktober 1943 zerstört. Am früheren Standort der Bürgersäle befindet sich heute ein Parkplatz.